# Iain De Caestecker
Iain De Caestecker   (Glasgow, 29 de desembre de 1987) és un actor escocès. És conegut pels seus papers a les pel·lícules Shell (2012), In Fear (2013), Not Another Happy Ending (2013), Lost River (2014) i Overlord (2018). Des del 2013 interpreta a Leo Fitz a la sèrie de televisió Agents de SHIELD.

## Primers anys de vida
De Caestecker va néixer a Glasgow, Escòcia. Té una germana bessona i dos germans més; els seus pares són tots dos metges. La seva mare, la doctora Linda De Caestecker, és directora de salut pública (DPH) de la NHS Greater Glasgow and Clyde, el consell sanitari més gran d'Escòcia. Va treballar com a obstetricista i ginecòloga, a diferents parts del Regne Unit i a l'Àfrica occidental. És professora honoraria a la Universitat de Glasgow.
Iain De Caestecker va anar a la Hillhead Primary School i va completar una HND en Actuació i Interpretació al Langside College.

## Carrera

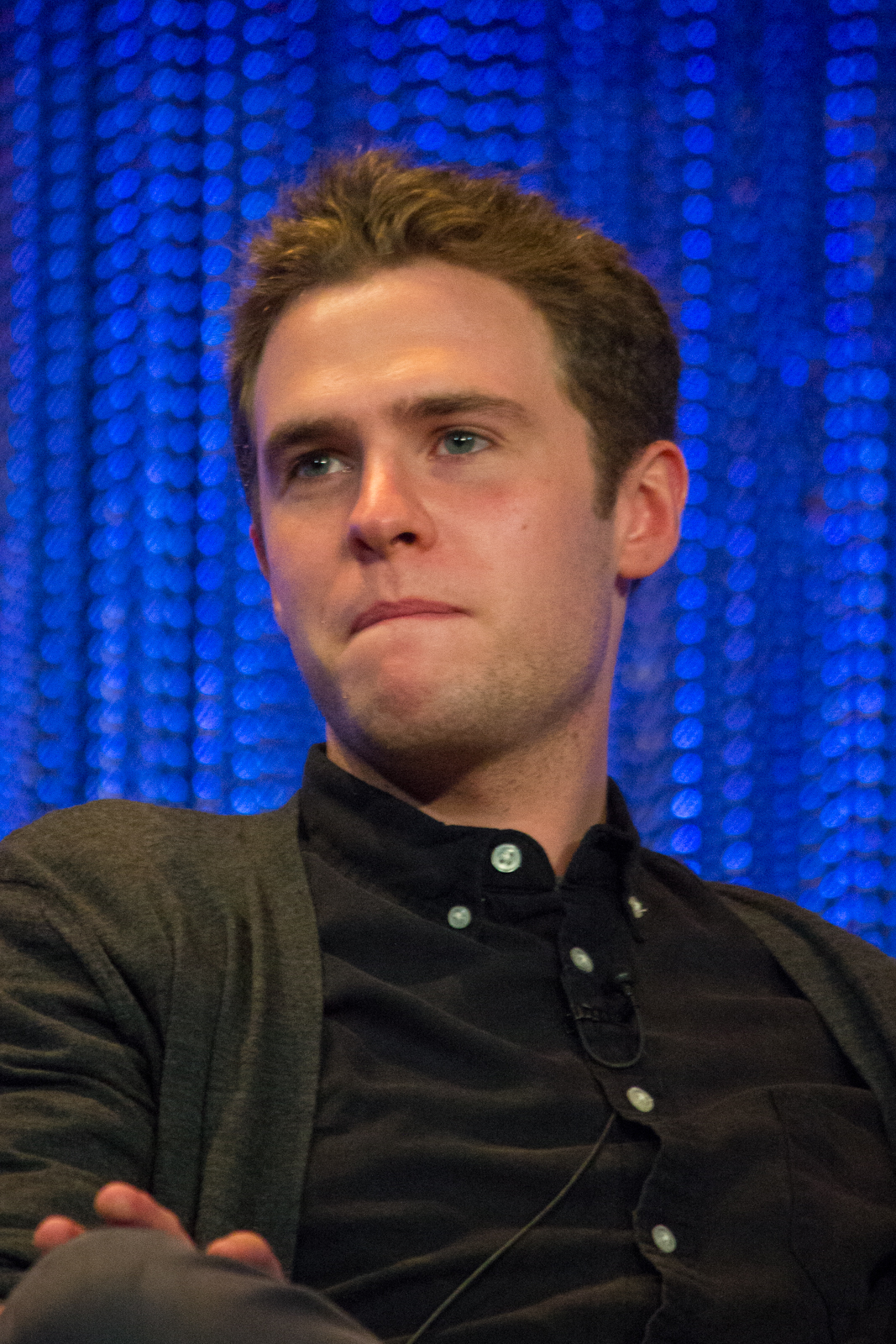
Iain De Caestecker al PaleyFest 2014.

De Caestecker va començar la seva carrera d'actor als nou anys, quan algú va entrar en una de les seves classes d'actuació i el va escollir per al curtmetratge de la BBC Billy and Zorba (1999).
El 2000, va tenir un paper menor a la pel·lícula de terror de comèdia The Little Vampire, abans d'aparèixer al programa de televisió Lip Service. Aquell mateix any va interpretar per primera vegada a Adam Barlow a Coronation Street, la telenovela de televisió més llarga i més vista del Regne Unit. Va aparèixer en més de 50 episodis (2001-2003) abans que es reprengués el paper amb un actor de més edat.
Va actuar al capdavant de les sèries de la BBC The Fades i Young James Herriot; aquest darrer paper li va valer una candidatura per a un BAFTA d'Escòcia com a millor actor/actriu de televisió.
El film de terror psicològic In Fear es va estrenar al Festival de Cinema de Sundance 2013. Aquest mateix any, De Caestecker va aparèixer a Filth i a Not Another Happy Ending; aquest últim li va valer la segona candidatura al BAFTA d'Escòcia, aquesta vegada en la categoria de millor actor/actriu. També va aparèixer en el videoclip de la cançó de Gabrielle Aplin «Please Don't Say You Love Me».
El 2013, en la seva primera visita a Los Angeles, De Caestecker va obtenir el paper d'un personatge habitual en la sèrie de televisió Marvel's Agents of SHIELD. Aquest mateix any, va ser escollit per a protagonitzar la pel·lícula de debut en la direcció de Ryan Gosling, Lost River, que es va estrenar a concurs a la secció «Un certain regard» al Festival de Cannes 2014. El film es va estrenar als Estats Units el 10 d'abril de 2015.
El 2016, el seu personatge en Agents of SHIELD es va animar per a un episodi del Marvel's Ultimate Spider-Man Vs. The Sinister 6, de Disney XD, al qual l'actor va prestar la seva veu.
El 2018, De Caestecker va protagonitzar el film de guerra/terror Overlord produït per J. J. Abrams, que es va estrenar al Fantastic Fest 2018. La trama segueix soldats nord-americans atrapats darrere de les línies enemigues abans del Dia D que descobreixen experiments secrets nazis. La pel·lícula va rebre dues nominacions als Premis Saturn del 2019.
El 2020 De Caestecker protagonitzarà el paper del jove Douglas Petersen en una minisèrie de quatre parts a BBC One Us, basada en la novel·la del mateix nom de David Nicholls. A finals de 2019, va ser escollit per a la sèrie de thriller polític de la BBC One Roadkill. De Caestecker, el gener del 2020, va ser escollit per al curt d'horror Upstairs.

## Filmografia

### Pel·lícula
| Any  | Títol                    | Paper                | Notes                                                                                     |
| ---- | ------------------------ | -------------------- | ----------------------------------------------------------------------------------------- |
| 1999 | Billy and Zorba          | Billy                | Curt per a la BBC\| Guanyador al millor curt Internacional - Brooklyn Film Festival, 2000 |
| 2000 | The Little Vampire       | Nigel                |                                                                                           |
| 2003 | 16 Years of Alcohol      | Frankie (de nen)     |                                                                                           |
| 2003 | All Over Brazil          | Steven               | Curt per a la BBC.                                                                        |
| 2012 | Up There                 | Tommy                |                                                                                           |
| 2012 | Shell                    | Adam                 |                                                                                           |
| 2013 | In Fear                  | Tom                  | Selecció oficial de Sundance                                                              |
| 2013 | Not Another Happy Ending | Roddy                |                                                                                           |
| 2013 | Filth                    | Ocky                 |                                                                                           |
| 2014 | Lost River               | Bones                | Selecció oficial del Festival Internacional de Cinema de Canes                            |
| 2014 | Liam and Lenka           | Liam                 | Curt                                                                                      |
| 2018 | Overlord                 | Private Morton Chase |                                                                                           |
| 2020 | Upstairs                 | Tim                  | Curt                                                                                      |

### Televisió
| Any               | Títol                              | Paper                   | Notes                                                                                          |
| ----------------- | ---------------------------------- | ----------------------- | ---------------------------------------------------------------------------------------------- |
| 2001-2003         | Coronation Street                  | Adam Barlow             | 50 episodis                                                                                    |
| 2001              | Monarch of the Glen                | Angus 'Ricky' MacDonald | Episodi: "Episodi # 2.8" Acreditat com a Iain Decaestecker                                     |
| 2002              | Rockface                           | Dan                     | Episodi: "Episodi # 1.3"                                                                       |
| 2009              | River City                         | Stuart                  | Episodi: "Episodi # 1.607"                                                                     |
| 2009              | Taggart                            | Davy Kincaid            | Episodi: "So Long Baby"                                                                        |
| 2010              | Lip Service                        | Darren                  | 4 episodis                                                                                     |
| 2011              | The Fades                          | Paul Roberts            | Minisèries; 6 episodis / Guanyador de la millor sèrie dramàtica, BAFTA Television Awards, 2012 |
| 2011              | Young James Herriot                | James Herriot           | Minisèries; 3 episodis                                                                         |
| 2012              | Secret of Crickley Hall            | Jove Percy Judd         | Minisèries; 3 episodis                                                                         |
| 2013 – actualitat | Marvel's Agents of SHIELD          | Agent Leo Fitz          | Repartiment principal; 124 episodis                                                            |
| 2016              | Ultimate Spider-Man vs. Sinister 6 | Agent Leo Fitz (veu)    | Episodi: "Lizards"                                                                             |
| 2016              | Agents de SHIELD: Slingshot        | Agent Leo Fitz          | Sèries web; episodi: "Progress"                                                                |
| 2020              | Us                                 | Douglas jove            | Minisèrie; 4 episodis                                                                          |
| 2020              | Roadkill                           | Desconegut              | Minisèries; 4 episodis                                                                         |

### Videojocs
| Curs | Títol                | Paper                 |
| ---- | -------------------- | --------------------- |
| 2012 | Assassin's Creed III | Fillan McCarthy (veu) |

### Vídeos musicals
| Curs | Títol                          | Artista         | Paper   |
| ---- | ------------------------------ | --------------- | ------- |
| 2013 | "Please Don't Say You Love Me" | Gabrielle Aplin | Parella |

## Premis i nominacions
| Any  | Premi                          | Categoria                         | Treball                                                                              | Resultat  |
| ---- | ------------------------------ | --------------------------------- | ------------------------------------------------------------------------------------ | --------- |
| 2012 | Premi BAFTA d'Escòcia          | Millor actor/actriu de Televisió  | Young James Herriot                                                                  | Nominat   |
| 2013 | Premi BAFTA d'Escòcia          | Millor actor/actriu de pel·lícula | Not Another Happy Ending                                                             | Nominat   |
| 2014 | SET Awards                     | SET Engineer Award                | Agents of S.H.I.E.L.D.                                                               | Guanyador |
| 2015 | TVLine's Performer of the Week | N/D                               | Agents of S.H.I.E.L.D. (episodi: "Laws of Nature")                                   | Guanyador |
| 2017 | TVLine's Performer of the Week | N/D                               | Agents of S.H.I.E.L.D. (episodi: "Self Control"; compartit amb Elizabeth Henstridge) | Nominat   |
| 2017 | TVLine's Performer of the Year | N/D                               | Agents of S.H.I.E.L.D.                                                               | Nominat   |
| 2019 | TVLine's Performer of the Week | N/D                               | Agents of S.H.I.E.L.D. (episodi: "Inescapable"; compartit amb Elizabeth Henstridge)  | Guanyador |